# Палата представителей Филиппин
Палата представителей Филиппин (филипп. Kapulungan ng mga Kinatawan ng Pilipinas, исп. Cámara de Representantes de Filipinas) — нижняя палата Конгресса Филиппин. Обычно упоминается как Конгресс, неофициальное название палаты — Камара.
Члены Палаты представителей избираются на 3-летний срок. Они могут быть переизбраны, но не могут быть депутатами более трёх сроков подряд. Около 80 % конгрессменов являются представителями определенного географического района. 18-й Конгресс имеет 243 законодательных округа, каждый из которых насчитывает около 250 тыс. человек. Кроме этого, в Палате есть также представители, избранные через систему партийных списков, которые составляют не более 20 % от общего числа представителей.
В работу Палаты представителей входит согласование каждого законопроекта до того, чтобы его можно было отправить на подпись Президента, чтобы он стал законом. Палата представителей уполномочена привлекать к ответственности определённых должностных лиц. Она распоряжается всеми денежными счетами (налогообложением и бюджетными тратами).
Палату представителей возглавляет спикер. Спикер палаты является третьим в президентской линии преемственности после вице-президента и президента Сената. Официальная штаб-квартира Палаты представителей находится в Batasang Pambansa (национальный законодательный орган), расположенном в Batasan Hills в Кесон-Сити (Столичный регион).